# Gnoma geelvinka
Gnoma geelvinka là một loài bọ cánh cứng trong họ Cerambycidae.